# Институт психологии имени Г. С. Костюка НАПН Украины
Институ́т психоло́гии имени Г. С. Костюка Национальной академии педагогических наук Украины основан Постановлением Совета Народных Комисаров УССР от 1 октября 1945 года № 1573, как Научно-исследовательский институт психологии УССР и подчинён Министерству образования УССР. Соответственно Постановлению Кабинета министров Украины от 16 июня 1992 года № 335 Институт подчинен Академии педагогических наук Украины. Постановлением Кабинета министров Украины Институту было присвоено имя выдающегося украинского учёного-психолога академика Григория Силовича Костюка. Указом Президента Украины от 24 февраля 2010 года № 259 Академии педагогических наук Украины предоставлен статус национальной.

## Директора Института
- 1945-1972 — Костюк, Григорий Силович
- 1972-1983 — Войтко, Виталий Иванович
- 1983-1989 — Проколиенко, Людмила Никитична
- 1990-1993 — Киричук, Александр Васильевич
- 1993-1997 — Титов, Виктор Михайлович
- 1997-2025 — Максименко, Сергей Дмитриевич

## Научные лаборатории Института
В настоящее время в Институте действует 18 научных лабораторий, а именно:
- Лаборатория общей и этнической психологии[1]
- Лаборатория возрастной психофизиологии;
- Лаборатория истории психологии им. В. А. Роменца;
- Лаборатория методологии и теории психологии;
- Лаборатория социальной психологии;
- Лаборатория когнитивной психологии;
- Лаборатория экологической психологии;
- Лаборатория психологии личности им. П. Р. Чаматы;
- Лаборатория психологии социально дезадаптированных несовершеннолетних;
- Лаборатория психологии дошкольника;
- Лаборатория психологии обучения имени И. Синицы;
- Лаборатория организационной психологии;
- Лаборатория новых информационных технологий обучения;
- Лаборатория научно-психологической информации;
- Лаборатория психологии творчества;
- Лаборатория психологии одаренности;
- Лаборатория психодиагностики;
- Лаборатория консультативной психологии и психотерапии;